# 속 터지는 육아일기 엄마는 고슴도치 시즌2
《속 터지는 육아일기 엄마는 고슴도치 시즌2》는 KBS 드라마의 텔레비전 프로그램이다.

## 방송 개요
- 내 아이의 행동이 궁금한 엄마들 모여라!! 정작 내 속으로 낳아 기르면서도 속을 알 수 없는 내 아이! 실생활에서 일어날 수 있는 돌발 상황을 주어주고 상황을 마주하는 아이들의 진짜 속마음과 행동을 알아볼 수 있는 '공통 관찰 실험 카메라'

## 방송 시간
- 매주 목요일 오후 2:30

## 출연자
- 이영자
- 양재진
- 현영
- 이현경
- 변기수
- 최철호
- 정윤경
- 김동철